# Roman Potocki
Roman Alfred Maria Potocki (ur. 16 grudnia 1851 w Łańcucie, zm. 24 września 1915 tamże) – hrabia, III ordynat łańcucki, poseł na Sejm Krajowy Galicji od 1883, austriacki szambelan o 1879, dziedziczny członek Izby Panów od 1890, tajny radca od 1898.

## Życiorys
Rodzicami Romana Potockiego byli Alfred Józef Potocki (1817-1889) i Maria Sanguszko (1830-1903). Ożenił się najpierw z Izabelą z Potockich po matce Sapieżanką, dziedzicząc ogromne dobra na Podolu. A gdy ta po 4 miesiącach zmarła na serce, wziął za żonę Elżbietę Radziwiłłównę, córkę ordynata nieświeskiego i kleckiego, Antoniego i Marii Doroty margrabianki de Castellane. Ich ślub odbył się w Berlinie. Elżbieta była przyjaciółką cesarzowej Augusty. Cesarza Wilhelma I Hohenzollerna reprezentował na ślubie jego syn Fryderyk Wilhelm z żoną Wiktorią, która była córką angielskiej królowej Wiktorii. W ten sposób Roman Potocki stał się właścicielem największej fortuny w Galicji i zyskał powiązania ze wszystkimi niemal panującymi domami Europy. Synami Romana Potockiego byli: Alfred Antoni Potocki i Jerzy Potocki.
Odznaczony wielkimi wstęgami papieskiego Orderu św. Grzegorza w 1900 oraz hiszpańskiego Orderu Karola III w 1906, ostatni polski odznaczony habsburskim Orderem Złotego Runa od 1908.
Był prezesem Towarzystwa Łowieckiego we Lwowie, a w połowie 1902 otrzymał tytuł członka honorowego tegoż.